# Sydsvenskan
Le Sydsvenskan (en français, Le suédois du sud), est un quotidien suédois. La première édition date du 8 mai 1848. Il est publié à Malmö et couvre les informations nationales et internationales aussi bien qu'au niveau local, sur la région du sud-ouest Scanie et le Danemark.